# Среднечелбасское сельское поселение
Среднечелбасское сельское поселение — муниципальное образование в составе Павловского района Краснодарского края России. 
В рамках административно-территориального устройства Краснодарского края ему соответствует Среднечелбасский сельский округ.
Административный центр — посёлок Октябрьский.

## Население
| 2010  | 2012  | 2013  | 2014  | 2015  | 2016  | 2017  |
| ----- | ----- | ----- | ----- | ----- | ----- | ----- |
| 4070  | ↘4065 | ↗4108 | ↗4178 | ↗4222 | ↗4236 | ↘4229 |
| 2018  | 2019  | 2020  | 2021  | 2023  |       |       |
| ↘4203 | ↘4169 | ↘4125 | ↘3785 | ↘3681 |       |       |

## Населённые пункты
В состав сельского поселения (сельского округа) входят 6 населённых пунктов:
| № | Населённый пункт | Тип населённого пункта | Население (чел.) |
| - | ---------------- | ---------------------- | ---------------- |
| 1 | Бейсужек         | хутор                  | ↘211             |
| 2 | Ленинодар        | хутор                  | ↘619             |
| 3 | Набережный       | посёлок                | ↘314             |
| 4 | Октябрьский      | посёлок                | ↘1552            |
| 5 | Средний Челбас   | хутор                  | ↘1069            |
| 6 | Южный            | посёлок                | ↘305             |

## Экономика
В посёлке Октябрьский работает Научно-производственное хозяйство Калинина, которое занимается выращиванием зерновых и кормовых культур. Также имеются животноводческие и молочно-товарные фермы.
С 1943 года - сентябрь 1975 года совхоз имени Калинина. 
С сентября 1975 - 1988 год опытно-производственное хозяйство имени Калинина КНИИСХ (Краснодарский научно-исследовательский институт имени П. П. Лукьяненко)
1988 - декабрь 1993 года предприятие разделили на совхоз Прогресс хутор Средний Челбас  и Опытно-производственное хозяйство имени Калинина КНИИСХ (Краснодарский научно-исследовательский институт имени П. П. Лукьяненко) посёлок Октябрьский.
С декабря 1993 - май 2018 года ФГУП имени Калинина КНИИСХ (Краснодарский научно-исследовательский институт имени П. П. Лукьяненко).
С мая 2018 года - декабрь 2018 года ФГБУ "Опытная станция имени Калинина".
С декабря 2018 года Научно-производственное хозяйство Калинина ФГБНУ "НЦЗ имени П. П. Лукьяненко".
Также в посёлке Октябрьский работает небольшое сельхоз-предприятие ООО НПС "Зерно", которая начало свою деятельность в ноябре 2002 года.
В хуторе Средний Челбас работает ООО "Агромаркет" которое занимается выращиванием зерновых и кормовых культур.
С 1988 года - сентябрь 1993 года совхоз Прогресс.
С сентября 1993 года - февраль 2008 года ЗАО "Прогресс".
С сентября 2002 года - декабрь 2012 года ООО "Возрождение".
С июля 2005 года - июнь 2014 года ООО "Кубань-Стандарт 1".
С июня 2012 года ООО "Агромаркет"
Также в сельском поселение работают фермерские и крестьянские хозяйства.